# Blackmail Boys
Blackmail Boys è un film del 2010 diretto da Bernard e Richard Shumanski.

## Trama
Trasferitosi a Chicago per studiare le belle arti, Sam è costretto a prostituirsi per guadagnarsi i soldi per poter pagare le bollette. Il suo fidanzato Aaron lo raggiunge e decide di trovarsi un lavoro ben retribuito in modo che Sam possa smettere di prostituirsi. Quando i due decidono di trasferirsi in uno stato in cui possono sposarsi, le loro preoccupazioni finanziarie aumentano e i loro sembrano essere destinati a svanire fino a quando Aaron non scopre Sam con un cliente importante e decide di ricattarlo.

## Produzione
Il film è stato realizzato con un budget stimato di 20.000 dollari.